# ESPN Extra (DirecTV)
ESPN Extra fue un canal de televisión por suscripción de contenido deportivo, que emitió de forma exclusiva eventos variados de rugby, golf, tenis, fútbol y polo.

## Historia
Inició sus transmisiones en el año 2008 como canal de eventos a través de DirecTV. Se habilita solo para la transmisión de ciertos eventos deportivos como rugby argentino, Majors de golf, polo de la triple corona argentina y Grand Slam de tenis.
El canal siguió emitiendo como señal de eventos pero DirecTV informó que cambiará de nombre próximamente y esto se debe a que ESPN+ se renombró como ESPN Extra a partir del 1 de mayo de 2020, aunque nunca se hizo oficial el cambio de nombre.
El 19 de octubre del 2021 el canal regresó para transmitir los partidos de UEFA Champions League entre Ajax vs Borussia Dortmund y Porto vs AC Milan, siendo exclusivos para Argentina.

## Canales
Los canales que utilizó ESPN Extra en DirecTV eran catalogadas como señales eventos.
- Canales 601 y 638: Señales simulcast utilizadas como "Mosaico Interactivo", donde se podría ver múltiples pantallas en simultáneo para los eventos de Grand Slam de tenis y Majors de golf (los canales de ESPN y ESPN 2 más los del 639 a 642 de DirecTV, generando 6 pantallas en el mosaico), las señales se generó en calidad de resolución estándar.

- Canales 627 y 1627: Señales utilizadas para eventos de rugby, emitidas en señal de resolución estándar y señal de alta definición respectivamente.

- Canales 639, 640, 641 y 642: Señales utilizadas para eventos de tenis y golf, emitidas únicamente en señal de resolución estándar.

- Canales 670 y 1670: Señales utilizadas para eventos de polo, emitidas en señal de resolución estándar y señal de alta definición respectivamente, en noviembre de 2016 se llamaron las señales por ese año ESPN Extra Polo.[2]

## Señales
- Señal Argentina
- Señal Sur: Emitida para Argentina, Chile, Colombia, Ecuador, Perú y Uruguay

## Logotipos

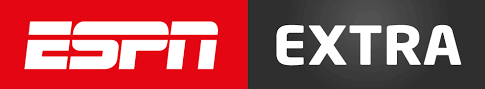
Logotipo del canal desde marzo de 2013 hasta octubre de 2021, al lado derecho del logo venia acompañado del logo de DirecTV, usado para eventos de Fútbol, Rugby y Polo exceptos eventos de Tenis y Golf.